# Bắc Phú
Bắc Phú là một xã thuộc huyện Sóc Sơn, thành phố Hà Nội, Việt Nam.
Xã Bắc Phú có địa giới hành chính:
- Phía đông giáp tỉnh Bắc Giang với ranh giới là sông Cầu
- Phía tây giáp xã Tân Minh
- Phía nam giáp các xã Việt Long và Xuân Giang
- Phía bắc giáp xã Tân Hưng.

Xã Bắc Phú có diện tích 11,36 km², dân số năm 1999 là người, mật độ dân số đạt 752 người/km².
Xã được chia thành 4 thôn: Phú Tàng, Yên Tàng, Xuân Tàng, Mậu Tàng (Bắc Vọng).